# Tứ đầu chế
Thuật ngữ Tứ đầu chế (từ tiếng Hy Lạp τετραρχία có nghĩa là bốn người cai trị) mô tả bất kỳ hình thức chính phủ nào mà quyền lực được phân chia cho bốn cá nhân, nhưng trong cách sử dụng ngày nay thường dùng để chỉ hệ thống được Hoàng đế La Mã Diocletianus thiết lập vào năm 293, đánh dấu sự kết thúc cuộc khủng hoảng của thế kỷ thứ ba và sự phục hồi của Đế quốc La Mã. Tứ đầu chế kéo dài cho đến khoảng năm 313, khi cuộc xung đột sát phạt lẫn nhau nhằm loại bỏ hầu hết các bên tranh chấp quyền bính, để lại Constantinus ở phía Tây và Licinius ở phía Đông.

## Lịch sử

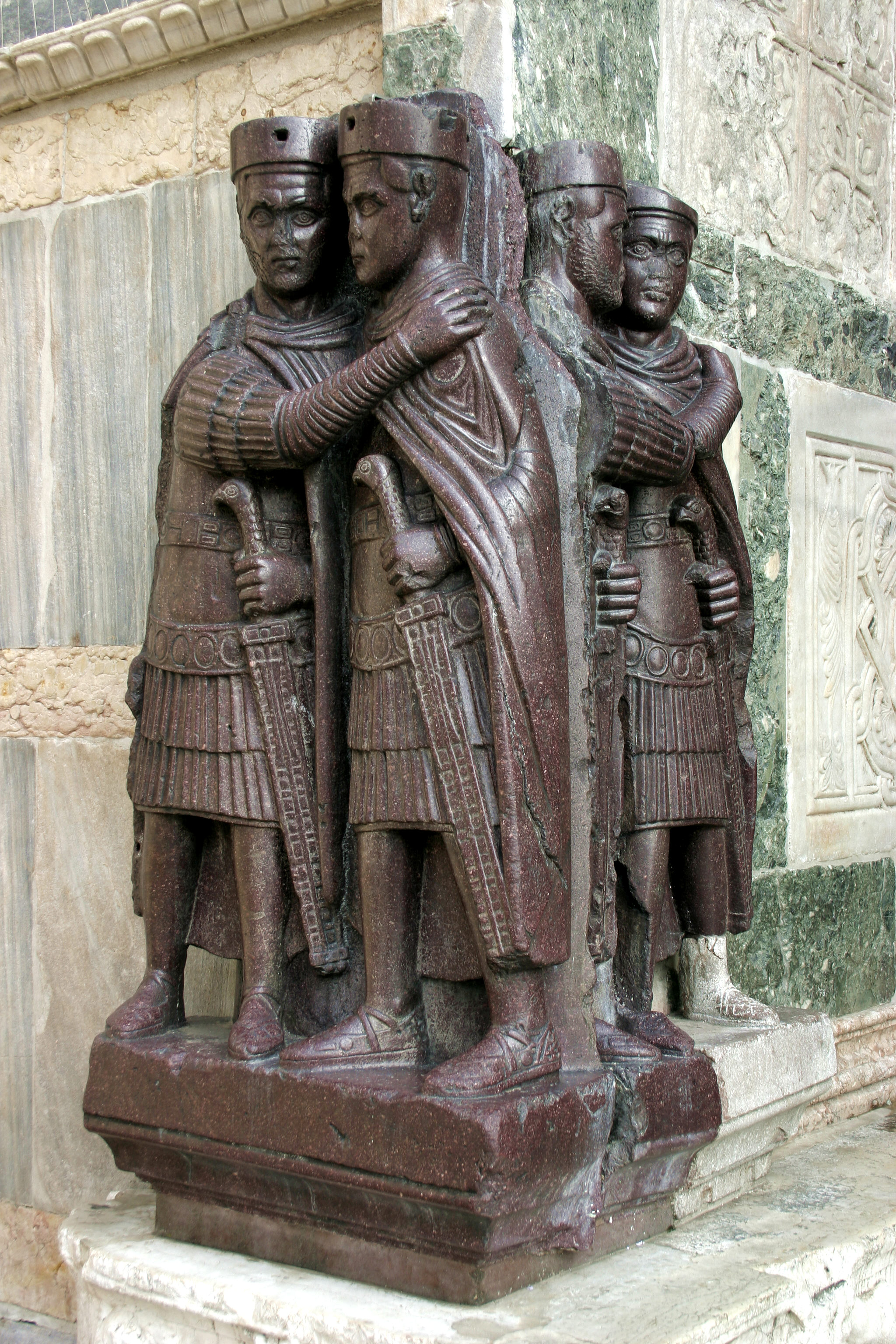
Tứ Đế, một tác phẩm điêu khắc bằng đá pocfia cướp được từ một cung điện của Đông La Mã vào năm 1204, giờ đang đứng ở góc tây nam của Vương cung thánh đường Thánh Máccô, Venezia. Tác phẩm khắc họa chân dung bốn vị hoàng đế cai trị Đế quốc La Mã, được nhìn thấy ở đây đang ôm choàng nhau trong tình thân ái không chia rẽ. Hệ thống này có hiệu quả chỉ khi Diocletianus luôn làm hoàng đế lớn. Sau đó, đế quốc lại trong tình trạng nội chiến.

Đến khi Diocletianus vừa lên ngôi, thế giới La Mã vốn đảo điên cuồng nộ đã bước vào một giai đoạn tương đối bình ổn và thậm chí hồi phục phần nào. Nhưng xét về lâu dài, sự bình ổn này phải trả giá bằng sự tự do cá nhân do những hoàng đế dốc sức tạo nên một quốc gia gần như bằng cách trấn áp để đối phó với những hỗn loạn của giai đoạn trước đó. Diocletianus có lẽ đã nhận ra nhược điểm hết sức quan trọng của đế quốc là ở chỗ quân đội hay thay đổi thất thường trong việc tôn lên và hạ bệ các hoàng đế và không có một quy định nào liên quan đến vấn đề kế vị. Vì vậy mà ông nghĩ tới chuyện bảo vệ nhiều biên giới khác nhau sẽ được giải quyết tốt bằng cách có nhiều hơn vị hoàng đế đồng cai trị thay vì chỉ một hoàng đế như trước kia.
Năm 286, ông mời Maximianus, bạn cùng chiến đấu làm đồng hoàng đế và cai trị nửa đế quốc ở phía Tây. Cả hai đều mang danh hiệu Augustus. Năm 293, ông lại mời thêm hai hoàng đế phụ với danh hiệu Caesar: Constantius I dưới quyền Maximianus cai trị phía Tây và Galerius ở phía Đông. Những vị Caesar chính thức trở thành người thừa kế của các Augustus và mỗi hoàng đế thiết lập một triều đình riêng: Constantius ở Trier; Maximianus ở Milan; Galerius ở Thessalonica và Diocletianus ở Nicomedia tại khu vực Tiểu Á. Roma về mặt lý thuyết vẫn là thủ đô đã bị lãng quên. Mỗi thủ đô mới đều lộng lẫy với những cung điện, pháp đình, dinh thự kiểu La Mã truyền thống (basilica) và các đài tưởng niệm tráng lệ. Mỗi triều đình có những nghi lễ tỉ mỉ dựa theo cách thức của người Ba Tư. Tôn hoàng đế lên vị trí nửa thánh thần giúp chống mưu sát của thần dân và bất kỳ ai đến gần hoàng đế đều phải quỳ mọp người. Cách đề cao hoàng đế như thánh thần này được bày ra để làm khiếp sợ thần dân và giữ họ phải biết thân phận của mình. Ba tiểu đế quốc kia không phải là những vương triều riêng lẻ mà được cai trị cùng theo một bộ luật và phục tùng Diocletianus với tư cách là Augustus lớn. Hệ thống này được gọi là Tetrarchy và thoạt đầu hoạt động khá tốt.
Năm 296, Galerius bại trận khi dẹp loạn ở biên giới phía Đông nhưng năm sau lại thu được những vùng đất mới ở Thượng Tigris. Cùng lúc đó, Constantius xâm lược Anh quốc, mang vùng đất này về lại với đế quốc sau mười năm tách biệt. Những chiến thắng như thế là nhờ bốn hoàng đế đã tổ chức lại quân ngũ. Mỗi vị có một lực lượng tác chiến nhanh gọi là comitatenses, những kỵ sĩ mặc áo giáp. Lực lượng quân sự khác, đông hơn gọi là limitanei, những đội quân thường trực đóng ở biên giới, trấn giữ những pháo đài biên giới đã được củng cố rất mạnh. Đội quân đánh thuê Giecmani đã trở thành một bộ phận thường xuyên của quân đội La Mã và lực lượng hùng hậu đã tăng lên khoảng 600.000 lính, gấp hai lần so với thời Augustus.
Đồng thời triều đình Tứ đầu chế còn áp dụng hệ thống hành chính hai tầng. Các thống đốc tỉnh mất quyền lực quân sự và các tỉnh của họ bị tách ra rồi nhóm thành 12 khu vực hay lãnh địa. Quân đội được bành trướng và tổ chức lại theo cách bố trí phòng tuyến của Gallienus, gồm các đơn vị cố định quân biên giới và palatini, lực lượng di động dưới sự chỉ huy trực tiếp của hoàng đế. Hệ thống mới tỏ ra thành công; quân Ba Tư bị đánh bại và biên giới trải dài hơn về phía Đông vào năm 297. Quân đội đông đảo như vậy và những triều đình được thiết lập đã tiêu tốn rất nhiều tiền của và gánh nặng thuế má đã trở nên quá sức chịu đựng của các tầng lớp nhân dân. Mệt mỏi với việc cai trị của mình, năm 305 Diocletianus có một quyết định bất thường, nhường ngôi về an dưỡng trong cung điện kiên cố mệnh mông của mình tại Split ở xứ Dalmatia. Ông cũng buộc Maximianus về hưu. Constantius sau đó trở thành Augustus ở phía Tây và Galerius ở phía Đông. Theo nghĩa của cụm từ Tứ đầu chế, ý tưởng là hai vị Augustus sẽ đến lượt về hưu để các Caesar lên kế ngôi.
Diocletianus chỉ xuất hiện một lần duy nhất vào năm 308 để cố vãn hồi hòa bình giữa những người kế ngôi đang sinh sự với nhau do các nguyên tắc quy định việc kế ngôi trong Tứ đầu chế đã không hiệu quả chút nào như dự kiến. Có lẽ ông đã chết vì thất vọng khi thấy kế hoạch của mình bị phá sản, nhưng ít nhất cũng được chết trên giường. Những cải cách căn bản của ông đã củng cố toàn đế chế sau này. Khi Constantius I mất năm 306, con trai ông Constantinus nhờ sự hậu thuẫn từ quân đội đã xưng đế (Augustus) ở Anh. Năm 312, Constantinus đánh bại Maxentius, con trai của Maximianus trong trận đánh dữ dội tại cầu Milvian. Maximinus tự tử tại Tarsus vào năm 313 sau khi bị đánh bại trong trận chiến với Licinius. Tất cả đã đặt dấu chấm hết cho hệ thống Tứ đầu chế vì giờ đây chỉ còn lại hai vị hoàng đế duy nhất: Constantinus ở phía Tây và Licinius ở phía Đông. Sau cùng Constantinus tiến binh lật đổ Licinius vào năm 324, nhờ vậy đã thống nhất trọn vẹn đế quốc sau bao nhiêu năm nội chiến khốc liệt.